# Пиер Огюст Кот
Пиер Огюст Кот (на френски: Pierre Auguste Cot) е френски художник от школата на академичния класицизъм. Той е автор на множество портрети.

## Биография
Кот е роден в Бедарийо, Еро и отначало учи в Школата по изящни изкуства в Тулуза, преди да се установи в Париж. Учи при Леон Коние, Александър Кабанел и Уилям Адолф Бугро. През 1863 г. прави успешен дебют в Парижкия салон и през 1870-те бързо печели популярност.
Радва се на подкрепата на скулптора Франсиск Дюре, за чиято дъщеря се жени, както и на Бугро, който рисува портрет на дъщерята на Кот, Габриел.
Освен портретите, които рисува, особено известни картини на Кот са „Пролет“ и „Бурята“, изложени в Музея на изкуството „Метрополитън“, Ню Йорк. „Бурята“ е притежание на музея, а „Пролет“ е частна собственост.
Кот печели многобройни награди и отличия, а през 1874 г. става Кавалер на Ордена на почетния легион.
Негови ученички са били Елън Дей Хейл (1855 – 1940) и Анна Елизабет Клумпке (1856 – 1942).
Пиер Кот умира в Париж през 1883 г.

## Галерия
- „Офелия“ (1870 г.)
- „Момиче с кошница с портокали и лимони“ (1871 г.)
- „Пролет“ (1873 г.)
- „Бурята“ (1880 г.)